# بردگی (بی‌دی‌اس‌ام)

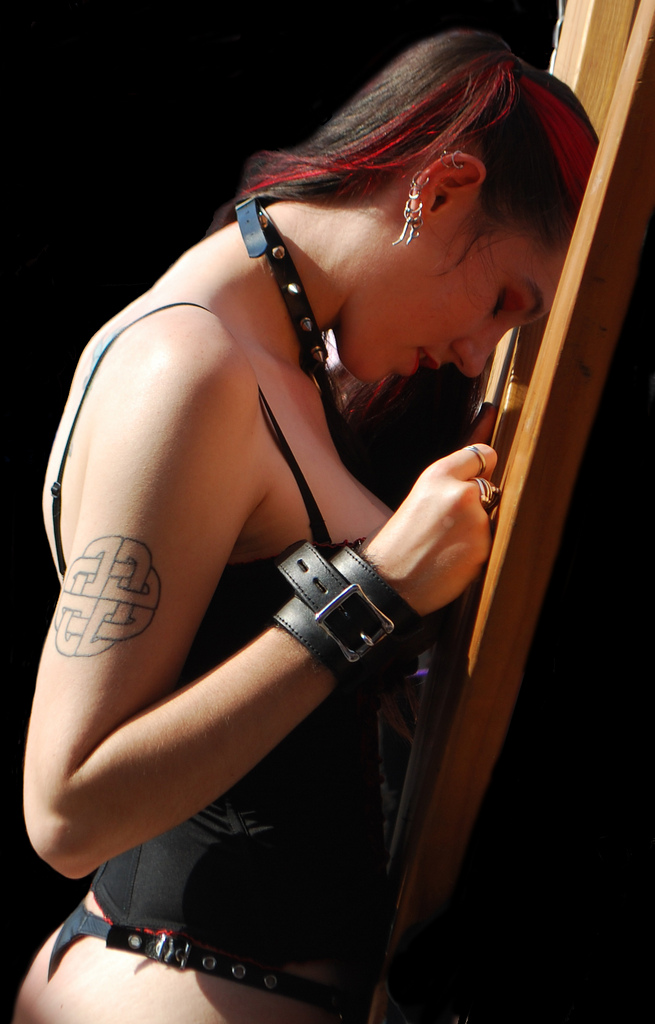
یک زن مطیع بسته شده به صلیب سنت اندرو (BDSM)

بردگی به انجام وظایف شخصی برای شریک غالب خود، به عنوان بخشی از نقش مطیع بودن آنها در یک رابطه بی دی اس ام اشاره دارد.